# Ocean Ranger
Ocean Ranger var en kanadensisk oljeplattform, som den 15 februari 1982 kantrade på grund av en monstervåg 267 kilometer utanför St. John's på Newfoundlands kust. Jättevågen förstörde bland annat kontrollrummet och slog ut det datorstyrda kontrollsystemet för ballasttankarna. Samtliga 84 ombordvarande omkom.